# NAD+-protéine-arginine ADP-ribosyltransférase
Pour les articles homonymes, voir ADP-ribosyltransférase.
La NAD+-protéine-arginine ADP-ribosyltransférase est une glycosyltransférase qui catalyse la réaction :
NAD+ + L-arginine–protéine  {\displaystyle \rightleftharpoons }  nicotinamide + Nω-(ADP-D-ribosyl)-L-arginine–protéine.
La mono(ADP-ribosylation) des protéines est une modification post-traductionnelle réversible qui joue un rôle important dans la régulation des activités cellulaires. Les résidus d'arginine des protéines jouent le rôle d'accepteurs. L'arginine libre, l'agmatine et la guanidine le peuvent également. L'enzyme de certaines espèces peut également agir sur le NADP+, mais plus lentement, pour donner de la Nω-(2’-phospho-ADP-D-ribosyl)-L-arginine–protéine,.